# Santi Prosdocimo e Pietro
Il Santi Prosdocimo e Pietro è un dipinto a tempera su tavola (87,6x61,3 cm) del Pordenone, databile al 1515-1516 circa e conservato nel Museo d'arte della Carolina del Nord di Raleigh.

## Storia

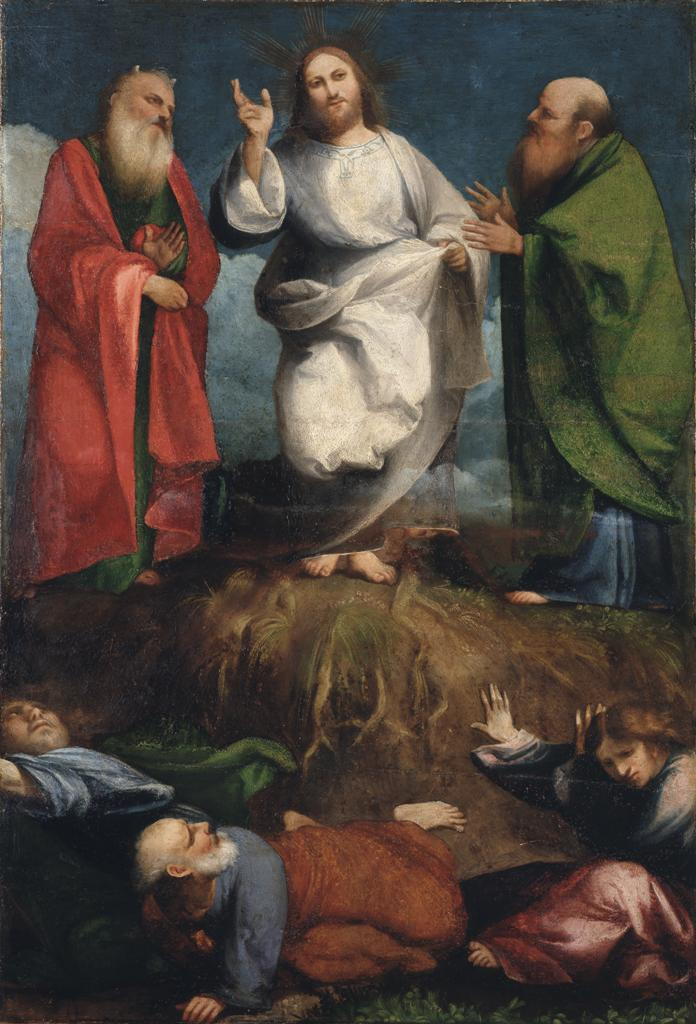
Pinacoteca di Brera, Milano - Trasfigurazione

Il pannello era originariamente una delle tavole laterali di un trittico eseguito per la chiesa di San Salvatore di Collalto, vicino a Treviso. Al centro era presente la Trasfigurazione ora conservata alla Pinacoteca di Brera di Milano. Al lato opposto era presente una tavola con Santi Giovanni Battista e Girolamo oggi dispersa.